# Andrej Kolegajev
Andrej Lukič Kolegajev (rusky Андрей Лукич Колегаев, 22. března 1887, Surgut, Ruské impérium – 3. dubna 1937, Moskva, SSSR) byl ruský revolucionář a člen strany socialistů-revolucionářů, který později přistoupil k bolševikům.

## Životopis
Andrej Kolegajev se narodil v rodině emigranta. V roce 1906 studoval na Charkovské univerzitě, ze které byl brzy vyhnán za revoluční činnost. Strávil rok ve vězení a roku 1909 byl poslán do zahraničí. Studia dokončil v Paříži, kde vstoupil do strany socialistů-revolucionářů.
Za únorové revoluce se Kolegajev vrátil do Ruska. Byl zvolen členem petrohradského sovětu, z něhož však později vystoupil. V listopadu 1918 vystoupil ze strany Eserů a přešel k bolševikům.
V roce 1936 byl zatčen, odsouzen k smrti a roku 1937 zastřelen. Rehabilitován byl roku 1957.